# ジェイミー・ハンプトン
ジェイミー・ハンプトン（Jamie Hampton, 1990年1月8日 - ）は、アメリカの女子プロテニス選手。現時点では、まだWTAツアーでシングルス・ダブルスともに優勝はない。身長173cm、体重68kg。右利き、バックハンド・ストロークは両手打ち。WTAランキング最高位はシングルス24位、ダブルス74位。

## 来歴
父親の仕事の関係でドイツのフランクフルト・アム・マインで生まれる。母親は韓国人である。8歳からテニスを始める。アマチュア時代の2006年全米オープン、2007年全米オープン、2008年全米オープンでは主催者推薦でダブルスに出場している。2009年にプロに転向。2010年全米オープンで4大大会のシングルスに初出場した。
2011年9月のベル・チャレンジではアンナ・タチシビリと組んだダブルスで準優勝した。2012年全豪オープンでは予選を勝ち上がり1回戦で マンディ・ミネラを 6-1, 6-1 で破り4大大会シングルスで初勝利を挙げた。2回戦で第4シードのマリア・シャラポワに 0-6, 1-6 で完敗した。ウィンブルドンでは第28シードのダニエラ・ハンチュコバを 6-4, 7-6(1) で破り初戦を突破した。9月の東レ・パンパシフィック・オープンでも予選を突破し2回戦でカイア・カネピを 5-7, 6-2, 6-3 で破り大会初出場で3回戦まで進出した。
2013年全豪オープンでは3回戦でビクトリア・アザレンカに敗れた。全仏オープンでは3回戦で世界ランキング7位のペトラ・クビトバを 6-1, 7-6 (7) で破り4大大会で初めて4回戦に進出した。4回戦でエレナ・ヤンコビッチに 0-6, 2-6 で敗れた。イーストボーン大会では予選から勝ち上がり初めてシングルスの決勝に進出した。決勝ではエレーナ・ベスニナに 2–6, 1–6 で敗れ初優勝を逃した。2013年7月29日付のランキングで自己最高の24位を記録している。
ハンプトンは2014年1月のASBクラシックを最後に公式戦出場から遠ざかっている。

## WTAツアー決勝進出結果

### シングルス: 1回 (0勝1敗)
| 大会グレード                  |
| ----------------------------- |
| グランドスラム (0–0)          |
| WTAファイナルズ (0–0)         |
| プレミア・マンダトリー (0–0)  |
| プレミア5 (0-0)               |
| WTAエリート・トロフィー (0-0) |
| プレミア (0–1)                |
| インターナショナル (0–0)      |

| 結果   | No. | 決勝日        | 大会           | サーフェス | 対戦相手           | スコア   |
| ------ | --- | ------------- | -------------- | ---------- | ------------------ | -------- |
| 準優勝 | 1.  | 2013年6月22日 | イーストボーン | 芝         | エレーナ・ベスニナ | 2–6, 1–6 |

### ダブルス: 1回 (0勝1敗)
| 結果   | No. | 決勝日        | 大会               | サーフェス    | パートナー         | 対戦相手                                            | スコア           |
| ------ | --- | ------------- | ------------------ | ------------- | ------------------ | --------------------------------------------------- | ---------------- |
| 準優勝 | 1.  | 2011年9月18日 | ケベック・シティー | ハード (室内) | アンナ・タチシビリ | ラケル・コップス＝ジョーンズ アビゲイル・スピアーズ | 1–6, 6–3, [6–10] |

## 4大大会シングルス成績
略語の説明
| W | F | SF | QF | #R | RR | Q# | LQ | A | Z# | PO | G | S | B | NMS | P | NH |

W=優勝, F=準優勝, SF=ベスト4, QF=ベスト8, #R=#回戦敗退, RR=ラウンドロビン敗退, Q#=予選#回戦敗退, LQ=予選敗退, A=大会不参加, Z#=デビスカップ/BJKカップ地域ゾーン, PO=デビスカップ/BJKカッププレーオフ, G=オリンピック金メダル, S=オリンピック銀メダル, B=オリンピック銅メダル, NMS=マスターズシリーズから降格, P=開催延期, NH=開催なし.
| 大会           | 2010 | 2011 | 2012 | 2013 | 通算成績 |
| -------------- | ---- | ---- | ---- | ---- | -------- |
| 全豪オープン   | A    | 1R   | 2R   | 3R   | 3–3      |
| 全仏オープン   | A    | LQ   | 1R   | 4R   | 3–2      |
| ウィンブルドン | A    | A    | 2R   | 1R   | 1–2      |
| 全米オープン   | 1R   | 1R   | 1R   | 3R   | 2–4      |